# Chrysophlegma
Chrysophlegma is een geslacht van vogels uit de familie spechten (Picidae). 

## Soorten
Het geslacht kent de volgende soorten:
- Chrysophlegma flavinucha – Grote geelkuifspecht
- Chrysophlegma mentale – Vlekkeelspecht
- Chrysophlegma miniaceum – Meniespecht